# Václav Špindler
Václav Špindler (fl. XX secolo) è stato un allenatore di calcio cecoslovacco.

## Carriera
Nel 1924 è chiamato allo Sparta per raccogliere l'eredità dello scozzese John Dick: diviene il quarto allenatore nella storia del club praghese. Nel 1926 e nel 1927 vince due titoli di Cecoslovacchia, ufficialmente il quarto e il quinto nella storia granata. Nel 1926 vinse 18 match sui 22 disponibili e l'anno seguente vinse il torneo cecoslovacco da imbattuto.

## Statistiche da allenatore

### Club
In grassetto le competizioni vinte.
| Stagione        | Squadra         | Campionato      | Campionato | Campionato | Campionato | Campionato | Coppe nazionali | Coppe nazionali | Coppe nazionali | Coppe nazionali | Coppe nazionali | Coppe continentali | Coppe continentali | Coppe continentali | Coppe continentali | Coppe continentali | Altre coppe | Altre coppe | Altre coppe | Altre coppe | Altre coppe | Totale | Totale | Totale | Totale | Vittorie % | Piazzamento |
| Stagione        | Squadra         | Comp            | G          | V          | N          | P          | Comp            | G               | V               | N               | P               | Comp               | G                  | V                  | N                  | P                  | Comp        | G           | V           | N           | P           | G      | V      | N      | P      | %          | Piazzamento |
| --------------- | --------------- | --------------- | ---------- | ---------- | ---------- | ---------- | --------------- | --------------- | --------------- | --------------- | --------------- | ------------------ | ------------------ | ------------------ | ------------------ | ------------------ | ----------- | ----------- | ----------- | ----------- | ----------- | ------ | ------ | ------ | ------ | ---------- | ----------- |
| 1924            | Sparta          | MCSF            | 10         | 6          | 1          | 3          | -               | -               | -               | -               | -               | -                  | -                  | -                  | -                  | -                  | -           | -           | -           | -           | -           | 10     | 6      | 1      | 3      | 60,00      | 5º          |
| 1925            | Sparta          | AL              | 9          | 7          | 1          | 1          | -               | -               | -               | -               | -               | -                  | -                  | -                  | -                  | -                  | -           | -           | -           | -           | -           | 9      | 7      | 1      | 1      | 77,78      | 2º          |
| 1926            | Sparta          | S 1L            | 22         | 18         | 3          | 1          | -               | -               | -               | -               | -               | -                  | -                  | -                  | -                  | -                  | -           | -           | -           | -           | -           | 22     | 18     | 3      | 1      | 81,82      | 1º          |
| 1927            | Sparta          | KSS 1L          | 7          | 6          | 1          | 0          | -               | -               | -               | -               | -               | -                  | -                  | -                  | -                  | -                  | -           | -           | -           | -           | -           | 7      | 6      | 1      | 0      | 85,71      | 1º          |
| Totale carriera | Totale carriera | Totale carriera | 48         | 37         | 6          | 5          |                 | -               | -               | -               | -               |                    | -                  | -                  | -                  | -                  |             | -           | -           | -           | -           | 48     | 37     | 6      | 5      | 77,08      |             |

## Palmarès

### Allenatore

#### Competizioni nazionali
- Campionato cecoslovacco: 2

Sparta: 1925-1926, 1927